# Degradazione di Ruff
La degradazione di Ruff è una reazione che consente di accorciare la catena degli aldosi di un atomo di carbonio. Fu descritta per la prima volta nel 1898 da Otto Ruff nel suo lavoro sulla trasformazione del D-Glucosio, un comune aldoesoso in D-Arabinosio, un aldopentoso. È praticamente l'opposto della sintesi di Kiliani-Fischer che allunga di un atomo di carbonio la catena di un aldoso.

## Reazioni
Nella degradazione di Ruff, l'aldoso è prima convertito ad acido aldonico, attraverso la reazione con un agente ossidante blando come Br2 (di solito viene usata acqua bromurata, di colore rosso, che a fine reazione diventa incolore). Il passaggio successivo consiste nella reazione dell'acido aldonico con Ca(OH)2, che lo trasforma in sale di calcio dell'acido aldonico. Infine il sale che si è formato è ossidato con perossido di idrogeno, usando ioni ferrici come catalizzatori di questa reazione di ossidazione che rompe il legame tra il C-1 e il C-2, formando CO2 e un'aldeide (ovvero l'aldoso con una unità carboniosa in meno).
Il meccanismo preciso di questa reazione di degradazione non è stato ancora del tutto chiarito.